# Frédéric-Fontaine
Frédéric-Fontaine är en kommun i departementet Haute-Saône i regionen Bourgogne-Franche-Comté i östra Frankrike. Kommunen ligger i kantonen Champagney som tillhör arrondissementet Lure. År 2022 hade Frédéric-Fontaine 273 invånare.

## Befolkningsutveckling
Antalet invånare i kommunen Frédéric-Fontaine
| Referens: INSEE |